# قانون مجازات در عراق
قانون مجازات در عراق قانونی حقوقی در کشور عراق می‌باشد. قانون مجازات ۱۹۶۹ به عنوان اساس قانون مدنی فعلی عراق بکار گرفته می‌شود. نسخه اصلی قانون مدنی عراق به زبان عربی در پایگاه داده اطلاعات حقوقی عراق در دسترس قرار دارد.